# 美馬市立宮内小学校
美馬市立 宮内小学校（みましりつ みやうちしょうがっこう）は、徳島県美馬市穴吹町口山にあった公立小学校。

## 概要

### 基礎データ
所在地等
- 〒777-0006 徳島県美馬市穴吹町口山字宮内52番地

## 沿革
- 1876年 首野小学校を創設。
- 1886年 宮内簡易小学校と改称。
- 1892年 宮内尋常小学校と改称。
- 2005年 町村合併のため美馬市立宮内小学校となる。